# Comté de Malmöhus
1669 – 31 décembre 1996
Le comté de Malmöhus (en suédois : Malmöhus län) est un comté historique de Suède de 1719 à 1996. Le 1er janvier 1997, il a fusionné avec le comté de Kristianstad pour former le comté de Scanie. Il avait été nommé d'après Malmöhus, un château de Malmö, qui était également l'endroit où le gouverneur vivait à l'origine.